# Weert (Bilzen-Hoeselt)
Weert is een gehucht van Grote-Spouwen, een deelgemeente van Bilzen-Hoeselt in de Belgische provincie Limburg.
Het gehucht bevindt zich in het zuidwesten van de gemeente Bilzen en ligt zo'n kilometer ten zuidwesten van de dorpskom van Grote-Spouwen. Door lintbebouwing langs de Biestertstraat zijn beide kernen met elkaar vergroeid. De N758, die Tongeren met Mopertingen verbindt, loopt ten noordoosten van het gehucht.
In de buurt van Weert werden bij opgravingen werktuigen gevonden die teruggaan tot de prehistorie. Daarnaast werden er ook sporen gevonden die wijzen op een Romeinse aanwezigheid. 
Weert was in de middeleeuwen een Loons leen. Op bestuurlijk vlak werd Weert samen met het naburige Klein-Membruggen beschouwd als een wijk van Grote-Spouwen. Toch genoot de plaats vrij grote zelfstandigheid aangezien Weert beschikte over een eigen burgemeester.
Weert is gelegen in het overgangsgebied tussen Droog- en Vochtig-Haspengouw waardoor het reliëf sterker uitgesproken is. Ten noorden en ten westen van het gehucht bevindt zich de moerassige vallei van de Molenbeek, een kleine zijrivier van de Demer. 
Nabij de oevers van de Molenbeek bevindt zich, in de buurt van de gemeentegrens tussen Bilzen en Riemst, het natuurgebied Molenbeemden. Een tweede en kleiner natuurgebied is het Weerterbosje, een zeer oud hellingbos dat wordt beheerd door Natuurpunt.
De hoogte in Weert varieert tussen de 75 en 110 meter. De vruchtbare gronden rondom het gehucht zijn uitermate geschikt voor akkerbouw.